# А ну-ка, парни!
«А ну́-ка, па́рни!» — игровая телепрограмма-конкурс Центрального телевидения (ЦТ), выходила в эфир на Первой программе сразу после новостного выпуска (в 20:00). В передаче выступали популярные исполнители (артисты кино, театра, эстрады и цирка) того времени.

## История
Передача была создана как аналог ТВ-конкурса «А ну-ка, девушки!», который пользовался популярностью в СССР. В течение передачи молодые люди участвовали в большом количестве конкурсов самой разной направленности.

Если передача «А ну-ка, девушки!» стала советским аналогом конкурсов красоты, то «А ну-ка, парни!» была сродни столь популярным на Западе атлетическим конкурсам.

В 1980-е гг. похожую передачу — «Вираж» — вёл Александр Масляков.

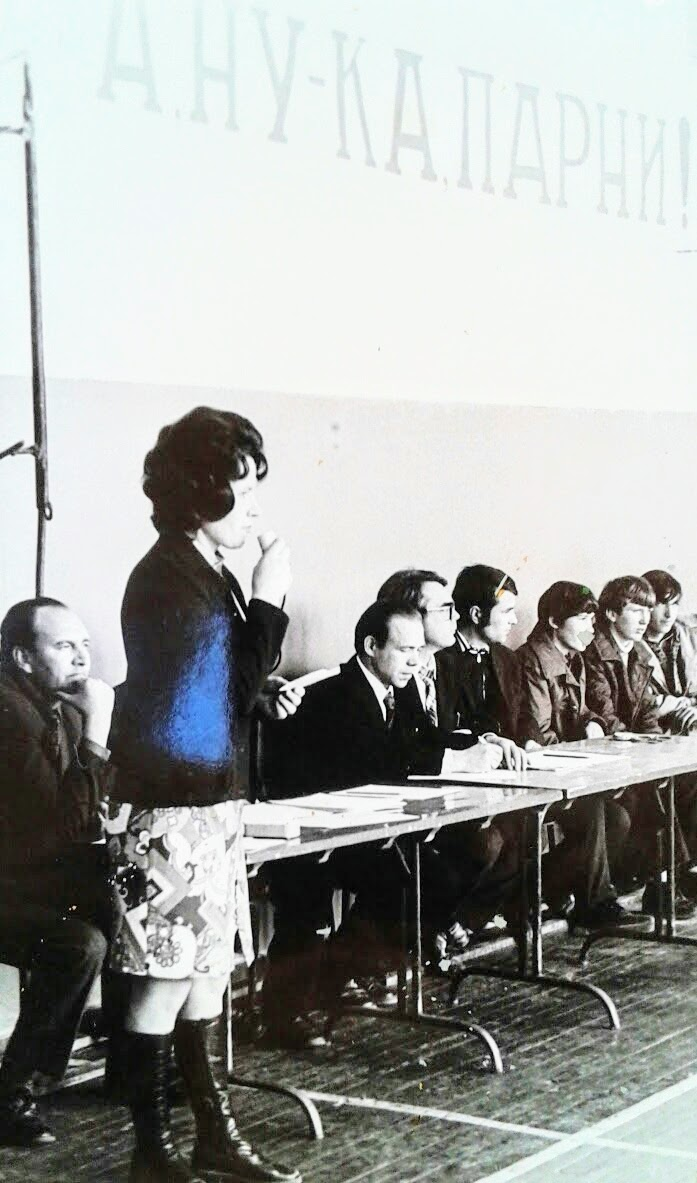
«А ну-ка, парни!» — школьный конкурс, около 1970 г.

## Некоторые факты
Владимир Высоцкий упомянул передачу в своей песне «Жертва телевидения»:

Потом — ударники в хлебопекарне

Дают про выпечку до двадцати.

И вот любимая — «А ну-ка, парни!».

Стреляют, прыгают… С ума сойти!